# Engabrunn
Engabrunn ist eine Ortschaft und eine Katastralgemeinde der Gemeinde Grafenegg im Bezirk Krems-Land in Niederösterreich. Die Ortschaft hat 584 Einwohner (Stand 1. Jänner 2024). Bis Ende 1970 war Engabrunn eine eigenständige Gemeinde.

## Geografie
Das im Nordosten des Gemeindegebietes liegende Dorf befindet sich am Höhenzug des Wagrams. Südlich führt die Kamptal Straße vorüber, die früher durch den Ort verlief.

## Geschichte
Laut Adressbuch von Österreich waren im Jahr 1938 in der Ortsgemeinde Engabrunn ein Bäcker, ein Brennholzhändler, ein Fleischer, ein Friseur, ein Gastwirt, zwei Gemischtwarenhändler, ein Korbflechter, ein Schmied, ein Schneider, zwei Schuster, ein Tischler, zwei Weinhändler und einige Landwirte ansässig.
Mit 1. Jänner 1971 wurde im Zuge der Niederösterreichischen Kommunalstrukturverbesserung die bis dahin selbständige Gemeinde Engabrunn nach Etsdorf-Haitzendorf eingemeindet.

## Öffentliche Einrichtungen
In Engabrunn befindet sich ein Kindergarten.

## Sehenswürdigkeiten
- Pfarrkirche Engabrunn
- Aussichtswarte Engabrunn, ein 2004 errichteter, etwa 10 Meter hoher, hölzerner Aussichtsturm[5]

## Persönlichkeiten
- Paul Resch (1786–1849), Lehrer und Komponist, wurde hier geboren
- Walter Böhm (1922–1999), Philosoph und Pädagoge, wurde hier geboren
- Franz Hietl (* 1931), Kellermeister, Weinbauer und ehem. Abgeordneter zum Nationalrat
- Anna Höllerer (* 1953), Bäuerin und ehem. Abgeordnete zum Nationalrat